# 小李庄军垦旧址
小李庄军垦旧址位于中国新疆维吾尔自治区昌吉回族自治州玛纳斯县，是一座保存较完好的苏俄农庄式兵团师部建筑群。

## 地理信息
小李庄地处玛纳斯河东岸的冲积层高台上，距玛纳斯县城15公里，距石河子市16公里，属于玛纳斯县兰州湾乡。

## 遗迹及维修
小李庄现存共29栋苏式农庄。2013年起，新疆维吾尔自治区文物局经国家文物局批准对小李庄军垦旧址进行保护规划。2016年起，新疆生产建设兵团经国家文物局批准，对小李庄军垦旧址中包括小李庄军垦旧址原三十团团部办公室、原三十团政治处办公室、原农十师资料图书馆、原农十师保卫处办公室、原农十师领导办公室、原农十师政治处办公室、原农十师幼儿园、原农十师供销处办公室、原农十师卫生处办公室、原农十师行政办办公室等10栋文物建筑进行抢险加固。2018年12月，石河子市文体局等多家单位对此次维护工作进行了初步验收。

## 小李庄历史
1952年4月中旬，新疆军区派运输部副部长林海清等22人至玛纳斯县进行实地考查，并确定在玛纳斯河东岸新建生产点。1953年2月，农业团等在此处盐碱和芦苇中开荒造田，筑公路兴建骑七师师部，建成后改为农十师师部。小李庄房屋建筑呈“日”字型分布。小李庄建成后建筑总面积17931平方米，其中包括办公室建筑1656平方米，大礼堂1300平方米的苏式建筑群。
农十师在小李庄逐步发展了农业、工业、手工业、商业等多种行业。除了是行政机关外，共有8个兵团生产连队，并且建立了工程建筑大队、被服厂、水利面粉加工厂、机械厂、银行储蓄所等23个单位。在教育方面，1952年，小李庄先后建立“八一”子弟学校，农十师子女校。1959年后，小李庄又先后开办摸索湾中学、三十团中学、农业中学、农八师师范以及垦区各类专业培训班  。因此，小李庄逐渐成为玛纳斯河东岸政治、经济、文化中心。
1970年起，小李庄转为新疆军区驻军点和生产基地并且有多支部队先后驻扎于此。1989年，驻军撤出，交由新疆军区后勤部管理。从此，小李庄逐渐无人看守，渐渐衰落。